# 김선흥
김선흥(1936년 4월 20일~2013년 3월 21일)은 대한민국의 정치인이다. 제40·41대 강화군수를 역임하였다.

## 역대 선거 결과
|  | 7.97% |

|  | 29.82% |

|  | 53.96% |

|  | 61.55% |

|  | 39.11% |

|  | 제40·41대 인천광역시 강화군수 1995년 7월 1일~2002년 6월 30일 | 후임 유병호 |